# Graveron-Sémerville
Graveron-Sémerville är en kommun i departementet Eure i regionen Normandie i norra Frankrike. Kommunen ligger i kantonen Évreux-Nord som tillhör arrondissementet Évreux. År 2022 hade Graveron-Sémerville 321 invånare.

## Befolkningsutveckling
Antalet invånare i kommunen Graveron-Sémerville
Referens:INSEE